# Zgrada, Starogradska 15 (Samobor)
Zgrada, Starogradska 15, građevina u mjestu i gradu Samobor, zaštićeno kulturno dobro.

## Opis
Slobodnostojeća jednokatnica, pravokutnog tlocrta, zaključena visokim dvostrešnim krovištem, smještena je duž južne strane Starogradske ulice. Sagrađena je na prijelazu 18/19. stoljeće. Središnje pozicioniranom vežom, svođenom bačvastim svodom, pristupa se bočno smještenom stubištu. Kat je koncipiran nizom prostorija duž uličnog pročelja dok je u pozadini hodnik kao komunikacijska jezgra. Odnosi masa korpusa zgrade i krovišta, jednostavnost oblikovanja pročelja i tlocrtna dispozicija prizemlja izvanredno su izbalansirani, te zgrada, iako pregrađena u unutarnjem prostoru gornje etaže, još uvijek predstavlja jedan od najvrjednijih primjera tipa gradske kurije ranog 19. stoljeća.

## Zaštita
Pod oznakom Z-4732 zaveden je kao nepokretno kulturno dobro - pojedinačno, pravna statusa zaštićena kulturnog dobra, klasificirano kao "profana graditeljska baština".